# Richard Millet
Richard Millet (29 de marzo de 1953 (71 años) en Viam en Corrèze) es un escritor y editor francés, conocido por sus relatos y ensayos.

## Trayectoria
De madre católica y padre protestante, Richard Millet siempre se ha declarado cristiano. Nació en el campo, en el Corrèze francés, y ese paisaje es una de sus fuentes de inspiración en una obra de huellas autobiográficas. También lo es el de Líbano, pues vivió allí desde 1959 hasta 1967, por el trabajo del padre que era director administrativo. A los seis años, cuando vivía en Toulouse, hizo el trayecto Marsella-Beirut, y por decisión familiar aprendió bien el árabe en el país de acogida, en el que estuvo ocho años.
Luchó durante la guerra civil libanesa con los cristianos de Kataeb en los años 1975-1976. Lo contó en su libro de 2009 "la confession négative".
No volvió a Líbano hasta 1994, pero siempre ha estado presente en su obra, y luego ha regresado a menudo a esa tierra desgarrada, especialmente desde 1975-1990 por una guerra civil. Tras la muerte de la madre, escribió allí un texto importante en 2009, sobre ese mundo de infancia destruido.
Tuvo muy buena formación en Letras, en el París de Gilles Deleuze, François Châtelet, Roland Barthes o Emmanuel Lévinas. Es de la generación de Pascal Quignard, con quien tuvo la oportunidad de conocer a grandes maestros. Colabora como asesor en la editorial Gallimard.
Empezó a publicar en 1983, pero incluso en sus obras más autobiográficas —Beyrouth, Un Balcon à Beyrouth, Laura Mendoza, Le Chant des adolescentes, L'Amour mendiant, Cité perdue o Brumes de Cimmérie—, siempre tiene un peso decidido la ficción, el deseo de narrar.
En 2005, asistió, con Alain Decaux, Frédéric Beigbeder y Jean-Pierre Thiollet, al Salón del libro en Beirut.
Autor prolífico y melódico (es amante de la música), Millet es cuidadoso en el dominio literario. Sin embargo, sus frases tajantes de ciertos ensayos —sobre todo desde 2005, con Le Dernier Écrivain— han propiciado polémicas virulentas sobre la lengua y la enseñanza clásica, manteniendo un tono provocador con el resto de los escritores y un punto de vista más bien 'tradicional', en donde resuena su doble exilio, el recuerdo dudoso de una Francia antes triunfante como potencia mundial y la entrega a opiniones populistas. Muestra extrema de esa deriva extraña, sorprendente en un fino escritor, es su panfleto de 2012, sobre el asesino de masas noruego: Éloge littéraire d’Anders Breivik.
Ganó el Premio de ensayo de la Académie française en 1994, por Le Sentiment de la langue.

## Obra
- 1983 : L'Invention du corps de saint Marc, POL
- 1984 : L'Innocence, POL
- 1985 : Sept passions singulières, POL
- 1986 :
  - Le plus haut miroir, Fata Morgana
  - Le Sentiment de la langue I, Champ Vallon
- 1987 : Beyrouth, Champ Vallon, retomado en Un Balcon à Beyrouth, con Beyrouth ou la séparation, La Table Ronde (2005)
- 1988 : L'Angélus, POL, y col. Folio (2001)
- 1989 : La Chambre d'ivoire, POL,  y col. Folio (2001)
- 1990 : Le Sentiment de la langue II, Champ Vallon
- 1991 : 
  - Laura Mendoza, POL
  - Accompagnement, POL
- 1992 : L'Écrivain Sirieix, POL, y col. Folio (2001)
- 1993 : 
  - Le Chant des adolescentes, POL
  - Le Sentiment de la langue, I, II, III, La Table Ronde, y col. Petite Vermillon (2003).
- 1994 : 
  - Un balcon à Beyrouth, La Table Ronde (luego, en 2005)
  - Cœur blanc, POL
- 1995 : La Gloire des Pythre, POL, y col. Folio (1997)
- 1996 : L'Amour mendiant, POL, y col. Petite Vermillon (2007)
- 1997 : L'Amour des trois sœurs Piale, POL, y col. Folio (1999)
- 1998 : 
  - Cité perdue, Fata Morgana
  - Le Cavalier siomois, éditions François Janaud; luego, en La Table Ronde (2004)
- 2000 : Lauve le pur, POL, y col. Folio (2001)
- 2001 : La Voix d'alto, Gallimard, y col. Folio (2003)
- 2003 : 
  - Le Renard dans le nom, Gallimard, y Folio (2004)
  - Ma vie parmi les ombres, Gallimard, y Folio  (2005)
- 2004 : 
  - Musique secrète, Gallimard
  - Pour la musique contemporaine, Fayard
- 2005 : 
  - Le Dernier Écrivain, Fata Morgana
  - Le Goût des femmes laides, Gallimard, y Folio (2007)
- 2006 : 
  - Dévorations, Gallimard
  - L'Art du bref, Gallimard
- 2007 : 
  - Place des Pensées. Sur Maurice Blanchot, Gallimard
  - Petit Éloge d'un solitaire, Gallimard, col. Folio
  - L'Orient désert, Mercure de France
  - Désenchantement de la littérature, Gallimard
- 2008 : L'Opprobre, Gallimard
- 2009 : La Confession négative, Gallimard
- 2010 : 
  - Brumes de Cimmérie, Gallimard
  - Le Sommeil sur les cendres, Gallimard
  - Tarnac, Gallimard, col. L'Arpenteur
  - L'Enfer du roman. Réflexions sur la postlittérature, Gallimard
- 2011 : 
  - Eesti. Notes sur l'Estonie, Gallimard
  - Gesualdo, Gallimard, col. Le Manteau d'Arlequin
  - Arguments d'un désespoir contemporain, Hermann
  - Fatigue du sens, Pierre-Guillaume de Roux Éditions
  - La Fiancée libanaise, Gallimard
- 2012 :
  - La voix et l'ombre, Gallimard
  - Langue fantôme, con Éloge littéraire d’Anders Breivik, Pierre-Guillaume de Roux
  - Lettre aux Libanais sur la question des langues, L'Orient des Livres
  - Intérieur avec deux femmes, Pierre-Guillaume de Roux
  - De l’antiracisme comme terreur littéraire, Pierre-Guillaume de Roux
  - Printemps syrien, Ducasse & Destouches
  - Esthétique de l’aridité, Fata Morgana
- 2013 :
  - Une artiste du sexe, Gallimard
  - L’Être-bœuf, Pierre-Guillaume de Roux
  - Trois légendes, Pierre-Guillaume de Roux
- 2014 :
  - Charlotte Salomon con una carta a Luc Bondy, Pierre-Guillaume de Roux
  - Lettre aux Norvégiens sur la littérature et les victimes, Pierre-Guillaume de Roux
  - Sous la nuée, Fata Morgana
  - Le Corps politique de Gérard Depardieu, Pierre-Guillaume de Roux
  - Sibelius : Les Cygnes et le Silence, Gallimard, premio de literatura André-Gide 2015
  - Chrétiens jusqu'à la mort, L’Orient des livres
- 2015 :
  - Dictionnaire amoureux de la Méditerranée, Plon
  - Solitude du témoin, Léo Scheer
  - Un sermon sur la mort, Fata Morgana